# Krzysztof Warlikowski
Krzysztof Warlikowski, född 26 maj 1962 i Szczecin, är en polsk teaterregissör.

## Biografi
Först studerade Krzysztof Warlikowski historia, romanska språk och filosofi vid Uniwersytet Jagielloński i Kraków. 1983 for han till Paris för fortsatta studier i klassisk teater vid École pratique des Hautes Études och i franska, franskspråkig litteratur och filosofi vid Sorbonneuniversitetet. 1989 återvände han till Polen för att utbilda sig i teaterregi vid Państwowa Wyższa Szkoła Teatralna im. Ludwika Solskiego (Ludwik Solskis teaterhögskola) i Kraków där han studerade för Krystian Lupa och tog sin examen 1993. 1992 var han regiassistent åt Peter Brook på Théâtre des Bouffes-du-Nord i Paris. Han debuterade som regissör på Stary Teatr i Kraków 1993 då han satte upp Heinrich von Kleists Markiza O. (Markisinnan von O.). Redan 1995 fick han rykte om sig att vara en provokatör med uppsättningen av Bernard-Marie Koltès Roberto Zucco på Teatr Nowy i Poznań. I Polen har han regisserat på flertalet ledande teatrar. Sedan 2016 är han konstnärlig ledare för den nystartade Nowy Teatr i Warszawa. Krzysztof Warlikowski har blivit internationellt hyllad och har bland annat regisserat på Piccolo Teatro i Milano, Staatstheater Stuttgart, Schauspiel Bonn, Théâtre national de Nice, Schauspielhaus Hannover, Théâtre de l'Odéon i Paris, Teatro Real i Madrid och Théâtre Royal de la Monnaie i Bryssel. Förutom talteater har han även regisserat opera. Bland priser han tilldelats kan nämnas det ryska Meyerholdpriset 2006 för internationella insatser inom teatern, det amerikanska Obie Award 2008 och samma år det franska teaterkritikerpriset Syndicat Professionnel de la Critique Théâtre, Musique et Danse. 2008 tilldelades han det europeiska teaterpriset Premio Europa New Theatrical Realities.